# Любен Спасов
Любен Спасов (болг. Любен Димитров Спасов; нар. 22 березня 1943, Софія) – болгарський шахіст, гросмейстер від 1976 року.

## Шахова кар'єра
У 1970-1980-х роках належав до широкої когорти провідних болгарських шахістів. Тричі представляв свою країну на шахових олімпіадах (1974, 1978, 1980), а також на командних чемпіонатах Європи (1977, 1980, 1983).
Неодноразово брав участь у міжнародних турнірах, перемігши або поділивши 1-ше місце зокрема, в таких містах, як: Люблін (1971), Геусдал (1975), Албена (1975, 1978), Софія (1975), Приштина (1975), Осло (1976), Перник (1976), Вировитиця (1976), Стара Загора (1977), Гамбург (1977), Кікінда (1978), Оберварт (1980) і в Пампорово (1981). 1980 року взяв участь у Меморіалі Рубінштейна в Поляниці-Здруй, поділивши 2-4-те місце (позаду Олега Романишина, разом з Ласло Барцаї і Єжи Покойовчик).
Найбільшого успіху в кар'єрі досягнув на чемпіонатах світу серед (гравців старших 60 років). 2005 року виграв у Ліньяно-Сабб'ядоро золоту, а 2006 року в Арв'є бронзову медаль на цих змаганнях.
Найвищий рейтинг Ело в кар'єрі мав станом на 1 січня 1977 року, досягнувши 2480 очок ділив тоді 3-4-те місце (позаду Івана Радулова і Георгія Трингова, разом з Ніколою Падевським) серед болгарських шахістів.

## Зміни рейтингу
| На цьому місці має відображатися графік чи діаграма, однак з технічних причин його відображення наразі вимкнено. Будь ласка, не видаляйте код, який викликає це повідомлення. Розробники вже працюють для того, щоби відновити штатне функціонування цього графіка або діаграми. | |
| | На цьому місці має відображатися графік чи діаграма, однак з технічних причин його відображення наразі вимкнено. Будь ласка, не видаляйте код, який викликає це повідомлення. Розробники вже працюють для того, щоби відновити штатне функціонування цього графіка або діаграми. |